# New Madrid
New Madrid (hiszp. Nueva Madrid) – założone w 1788 roku przez Hiszpanów miasto w Stanach Zjednoczonych w stanie Missouri, siedziba administracyjna hrabstwa New Madrid, nad rzeką Missisipi. W 2000 roku zamieszkiwane było przez 3334 mieszkańców.